# IC 5217
IC 5217 је планетарна маглина у сазвјежђу Гуштер која се налази на листи објеката дубоког неба у Индекс каталогу.
Деклинација објекта је + 50° 58' 3" а ректасцензија 22h 23m 55,7s. Привидна величина (магнитуда) објекта IC 5217 износи 11,3 а фотографска магнитуда 12,6. IC 5217 је још познат и под ознакама PK 100-5.1, CS=15.4.